# ممر سانت برنارد
ممر سانت برنارد العظيم هو ثالث أعلى ممر طريق في سويسرا، على ارتفاع 2469م (8100 قدم). يربط مارتيني بكانتون فاليز في سويسرا مع أوستا في منطقة وادي أوستا في إيطاليا.

## نبذة
يعتبر أدنى ممر يقع على التلال بين أعلى جبلين في جبال الألب، مونت بلانك وجبل مونتي روزا. يقع الممر في سويسرا في كانتون فاليز، بالقرب من إيطاليا. وهو يقع على مستجمعات المياه الرئيسية التي تفصل بين حوض نهر الرون وحوض نهر بو.

## التاريخ
يعد ممر غراند سانت برنارد أحد أقدم الممرات عبر جبال الألب الغربية، مع وجود أدلة على استخدامه منذ العصر البرونزي وآثار باقية لطريق روماني. في عام 1800 استخدم جيش نابليون الممر لدخول إيطاليا، وهو حدث تم تصويره لنابليون من قبل جاك لوي دافيد في ممر سانت برنارد وبول ديلاروش وتحمل اسم نابليون عابرا جبال الألب (لوحة)، وكلاهما لوحات زيتية بارزة. بعد أن تم تجاوزه من خلال طرق أسهل وأكثر عملية، ولا سيما نفق سانت برنارد العظيم الذي تم افتتاحه في عام 1964، أصبحت قيمته اليوم تاريخية وترفيهية بشكل أساسي.